# AFC Challenge League 2024/25
Die AFC Challenge League 2024/25 war die erste Spielzeit des drittwichtigsten asiatischen Wettbewerbs für Vereinsmannschaften im Fußball unter dieser Bezeichnung und die elfte insgesamt. Am Wettbewerb nahmen in dieser Saison 20 Klubs aus 18 Landesverbänden der AFC teil. Die Saison begann mit der Qualifikationsrunde am 13. August 2024 und endete mit dem Finale am 10. Mai 2025.
Der turkmenische Verein Arkadag FK gewann den Wettbewerb zum ersten Mal durch einen 2:1-Sieg nach Verlängerung im Finale gegen PKR Svay Rieng aus Kambodscha. Torschützenkönig wurde der Turkmene Altymyrat Annadurdyýew vom Arkadag FK mit fünf Toren. Zum besten Spieler des Wettbewerbs wurde der Turkmene Şanazar Tirkişow ernannt.

## Qualifikation
Die Spielpaarungen in der Qualifikationsrunde wurden nach der in die West- und Ostregion aufgeteilten Rangliste für Vereinswettbewerbe 2022 und der Zugangsliste gesetzt, wobei Begegnungen zwischen Mannschaften desselben Landesverbandes ausgeschlossen waren. Die Qualifikationsrunde wurde in jeweils einem Spiel entschieden, wobei der Verein aus dem höhergesetzten Verband jeweils Heimrecht hatte. Bei einem Gleichstand wurde zunächst eine Verlängerung gespielt und dann gegebenenfalls ein Elfmeterschießen angewendet.
Die zwei Sieger erreichten die Gruppenphase. Die unterlegenen Mannschaften schieden aus. Die Spiele fanden am 13. August 2024 statt.
|                    | Ergebnis |                  | Region |
| ------------------ | -------- | ---------------- | ------ |
| Abdish-Ata Kant    | 2:0      | Attack Energy FC | West   |
| Church Boys United | 1:2      | Paro FC          | West   |

## Gruppenphase
An der Gruppenphase nahmen 18 Mannschaften teil und damit insgesamt 7 mehr als in der letzten Saison als AFC President’s Cup. 16 Mannschaften waren direkt qualifiziert, dazu kamen noch zwei aus der Westregion, die sich über die Qualifikationsrunde qualifizieren mussten. Die Auslosung fand am 22. August 2024 in der malaysischen Hauptstadt Kuala Lumpur statt. Die Mannschaften wurden in der Westregion in drei Gruppen mit je vier Teilnehmern und in der Ostregion in zwei Gruppen mit je drei Teilnehmern gelost. Die Teams der Westregion bildeten die Gruppen A bis C, die der Ostregion die Gruppen D und E. Mannschaften desselben Landesverbandes konnten nicht in dieselbe Gruppe gelost werden.
Die Gruppenersten und der beste Gruppenzweite der Gruppen A bis C sowie die Gruppenersten und -zweiten der Gruppen D und E qualifizierten sich für das Viertelfinale. Alle anderen Mannschaften schieden aus dem Wettbewerb aus. Bei Punktgleichheit zweier oder mehrerer Mannschaften wurde die Platzierung durch folgende Kriterien ermittelt:
1. Anzahl Punkte im direkten Vergleich
2. Tordifferenz im direkten Vergleich
3. Anzahl Tore im direkten Vergleich
4. Wenn nach der Anwendung der Kriterien 1 bis 3 immer noch mehrere Mannschaften denselben Tabellenplatz belegen, werden die Kriterien 1 bis 3 erneut angewendet, jedoch ausschließlich auf die Direktbegegnungen der betreffenden Mannschaften. Sollte auch dies zu keiner definitiven Platzierung führen, werden die Kriterien 5 bis 9 angewendet.
5. Tordifferenz aus allen Gruppenspielen
6. Anzahl Tore in allen Gruppenspielen
7. Wenn es nur um zwei Mannschaften geht und diese beiden auf dem Platz stehen, kommt es zwischen diesen zu einem Elfmeterschießen.
8. Niedrigere Anzahl Punkte durch Gelbe und Rote Karten (Gelbe Karte 1 Punkt, Gelb-Rote und Rote Karte 3 Punkte, Gelbe Karte auf die eine direkte Rote Karte folgt 4 Punkte)
9. Losziehung

### Gruppe A
| Pl. | Verein            | Sp. | S | U | N | Tore    | Diff. | Punkte |
| --- | ----------------- | --- | - | - | - | ------- | ----- | ------ |
| 1.  | East Bengal FC    | 3   | 2 | 1 | 0 | 009:400 | +5    | 07     |
| 2.  | Nejmeh Club       | 3   | 2 | 0 | 1 | 005:400 | +1    | 06     |
| 3.  | Paro FC           | 3   | 1 | 1 | 1 | 005:500 | ±0    | 04     |
| 4.  | Bashundhara Kings | 3   | 0 | 0 | 3 | 001:700 | −6    | 0      |

| 26. Oktober 2024  |     |                                                          |
| East Bengal FC    | 2:2 | Paro FC \| Changlimithang Stadium (in Thimphu)           |
| Nejmeh Club       | 1:0 | Bashundhara Kings \| Changlimithang Stadium (in Thimphu) |
| 29. Oktober 2024  |     |                                                          |
| Paro FC           | 1:2 | Nejmeh Club \| Changlimithang Stadium (in Thimphu)       |
| Bashundhara Kings | 0:4 | East Bengal FC \| Changlimithang Stadium (in Thimphu)    |
| 1. November 2024  |     |                                                          |
| East Bengal FC    | 3:2 | Nejmeh Club \| Changlimithang Stadium (in Thimphu)       |
| Bashundhara Kings | 1:2 | Paro FC \| Changlimithang Stadium (in Thimphu)           |

### Gruppe B
| Pl. | Verein          | Sp. | S | U | N | Tore    | Diff. | Punkte |
| --- | --------------- | --- | - | - | - | ------- | ----- | ------ |
| 1.  | Arkadag FK      | 3   | 2 | 0 | 1 | 006:400 | +2    | 06     |
| 2.  | al-Arabi        | 3   | 2 | 0 | 1 | 005:300 | +2    | 06     |
| 3.  | Abdish-Ata Kant | 3   | 2 | 0 | 1 | 004:200 | +2    | 06     |
| 4.  | Maziya S&RC     | 3   | 0 | 0 | 3 | 001:700 | −6    | 0      |

| 26. Oktober 2024 |     |                                                     |
| al-Arabi         | 0:1 | Abdish-Ata Kant \| al-Kuwait SC Stadium (in Kaifan) |
| Arkadag FK       | 2:1 | Maziya S&RC \| al-Kuwait SC Stadium (in Kaifan)     |
| 29. Oktober 2024 |     |                                                     |
| Abdish-Ata Kant  | 0:2 | Arkadag FK \| al-Kuwait SC Stadium (in Kaifan)      |
| Maziya S&RC      | 0:2 | al-Arabi \| al-Kuwait SC Stadium (in Kaifan)        |
| 1. November 2024 |     |                                                     |
| al-Arabi         | 3:2 | Arkadag FK \| al-Kuwait SC Stadium (in Kaifan)      |
| Maziya S&RC      | 0:3 | Abdish-Ata Kant \| al-Kuwait SC Stadium (in Kaifan) |

### Gruppe C
| Pl. | Verein             | Sp. | S | U | N | Tore    | Diff. | Punkte |
| --- | ------------------ | --- | - | - | - | ------- | ----- | ------ |
| 1.  | al-Seeb Club       | 3   | 3 | 0 | 0 | 009:000 | +9    | 09     |
| 2.  | al-Ahli            | 3   | 0 | 2 | 1 | 001:200 | −1    | 02     |
| 3.  | al-Futowa          | 3   | 0 | 2 | 1 | 001:600 | −5    | 02     |
| 4.  | Hilal al-Quds Club | 3   | 0 | 2 | 1 | 000:300 | −3    | 02     |

| 26. Oktober 2024   |     |                                                |
| al-Ahli            | 0:0 | Hilal al-Quds Club \| al-Seeb-Stadion (in Sib) |
| al-Futowa          | 0:5 | al-Seeb Club \| al-Seeb-Stadion (in Sib)       |
| 29. Oktober 2024   |     |                                                |
| Hilal al-Quds Club | 0:0 | al-Futowa \| al-Seeb-Stadion (in Sib)          |
| al-Seeb Club       | 1:0 | al-Ahli \| al-Seeb-Stadion (in Sib)            |
| 1. November 2024   |     |                                                |
| al-Ahli            | 1:1 | al-Futowa \| al-Seeb-Stadion (in Sib)          |
| al-Seeb Club       | 3:0 | Hilal al-Quds Club \| al-Seeb-Stadion (in Sib) |

### Gruppe D
| Pl. | Verein             | Sp. | S | U | N | Tore    | Diff. | Punkte |
| --- | ------------------ | --- | - | - | - | ------- | ----- | ------ |
| 1.  | Shan United        | 2   | 1 | 1 | 0 | 004:200 | +2    | 04     |
| 2.  | Tainan City FC     | 2   | 1 | 1 | 0 | 005:400 | +1    | 04     |
| 3.  | Young Elephants FC | 2   | 0 | 0 | 2 | 002:500 | −3    | 0      |

| 27. Oktober 2024   |     |                                                    |
| Young Elephants FC | 0:2 | Shan United \| Thuwanna-Stadion (in Rangun)        |
| 30. Oktober 2024   |     |                                                    |
| Tainan City FC     | 3:2 | Young Elephants FC \| Thuwanna-Stadion (in Rangun) |
| 2. November 2024   |     |                                                    |
| Shan United        | 2:2 | Tainan City FC \| Thuwanna-Stadion (in Rangun)     |

### Gruppe E
| Pl. | Verein         | Sp. | S | U | N | Tore    | Diff. | Punkte |
| --- | -------------- | --- | - | - | - | ------- | ----- | ------ |
| 1.  | Madura United  | 2   | 1 | 1 | 0 | 002:100 | +1    | 04     |
| 2.  | PKR Svay Rieng | 2   | 1 | 0 | 1 | 003:300 | ±0    | 03     |
| 3.  | SP Falcons     | 2   | 0 | 1 | 1 | 001:200 | −1    | 01     |

| 27. Oktober 2024 |     |                                                        |
| SP Falcons       | 0:0 | Madura United \| MFF Football Centre (in Ulaanbaatar)  |
| 30. Oktober 2024 |     |                                                        |
| PKR Svay Rieng   | 2:1 | SP Falcons \| MFF Football Centre (in Ulaanbaatar)     |
| 2. November 2024 |     |                                                        |
| Madura United    | 2:1 | PKR Svay Rieng \| MFF Football Centre (in Ulaanbaatar) |

### Tabelle der Gruppenzweiten
Neben den drei Gruppensiegern qualifizierte sich auch der beste Gruppenzweite der Westregion für die Finalrunde. Bei Punktgleichheit zweier oder aller Mannschaften wurde die Platzierung durch folgende Kriterien ermittelt:
1. Tordifferenz aus allen Gruppenspielen
2. Anzahl Tore in allen Gruppenspielen
3. Niedrigere Anzahl Punkte durch Gelbe und Rote Karten (Gelbe Karte 1 Punkt, Gelb-Rote und Rote Karte 3 Punkte, Gelbe Karte auf die eine direkte Rote Karte folgt 4 Punkte)
4. Losziehung

| Pl. | Verein      | Sp. | S | U | N | Tore    | Diff. | Punkte | Gruppe |
| --- | ----------- | --- | - | - | - | ------- | ----- | ------ | ------ |
| 1.  | al-Arabi    | 3   | 2 | 0 | 1 | 005:300 | +2    | 06     | B      |
| 2.  | Nejmeh Club | 3   | 2 | 0 | 1 | 005:400 | +1    | 06     | A      |
| 3.  | al-Ahli     | 3   | 0 | 2 | 1 | 001:200 | −1    | 02     | C      |

## Finalrunde
Die bereits seit der Qualifikationsrunde bestehende Aufteilung in die West- und Ostregion wurde in der Finalrunde bis zum Finale fortgeführt.

### Viertelfinale
Die Spielpaarungen für das Viertelfinale wurden schon vor Turnierbeginn blind festgelegt. Die Hinspiele fanden am 5. und 6. März und die Rückspiele am 12. und 13. März 2025 statt.
|                | Gesamt |               | Hinspiel | Rückspiel | Region |
| -------------- | ------ | ------------- | -------- | --------- | ------ |
| al-Arabi       | 3:2    | al-Seeb Club  | 1:0      | 2:2 n. V. | West   |
| East Bengal FC | 1:3    | Arkadag FK    | 0:1      | 1:2       | West   |
| PKR Svay Rieng | 7:4    | Shan United   | 6:2      | 1:2       | Ost    |
| Tainan City FC | 0:3    | Madura United | 0:0      | 0:3       | Ost    |

### Halbfinale
Im Halbfinale spielten die zwei Mannschaften der West- und der Ostregion jeweils gegeneinander. Die Hinspiele fanden am 9. und 10. April und die Rückspiele am 16. und 17. April 2025 statt.
|                | Gesamt |               | Hinspiel | Rückspiel | Region |
| -------------- | ------ | ------------- | -------- | --------- | ------ |
| al-Arabi       | 2:3    | Arkadag FK    | 2:0      | 0:3       | West   |
| PKR Svay Rieng | 6:3    | Madura United | 3:0      | 3:3       | Ost    |

### Finale
| PKR Svay Rieng                                                                            | PKR Svay Rieng | Arkadag FK | Arkadag FK |
| ----------------------------------------------------------------------------------------- | --- | --- | ---------- |
| PKR Svay Rieng                                                                            | \| 10. Mai 2025 um 19:00 Uhr (14:00 Uhr MESZ) in Phnom Penh (Morodok Techo National Stadium) \| \| Ergebnis: 1:2 n. V. (1:1, 0:0) \| \| Zuschauer: 51.610 \| \| Schiedsrichter: Kim Hee-gon ( Südkorea) \| \| Spielbericht \|                                                                                        | \| 10. Mai 2025 um 19:00 Uhr (14:00 Uhr MESZ) in Phnom Penh (Morodok Techo National Stadium) \| \| Ergebnis: 1:2 n. V. (1:1, 0:0) \| \| Zuschauer: 51.610 \| \| Schiedsrichter: Kim Hee-gon ( Südkorea) \| \| Spielbericht \| | Arkadag FK |
| PKR Svay Rieng                                                                            | Vireak Dara – Sareth Krya, Takashi Odawara (114. Hikaru Mizuno), Soeuy Visal , Breno Caetano – Ryo Fujii, Chou Sinti (109. Dani Kouch), Nhean Sosidan (74. Min Ratanak), Cristian Roque (55. Pablo), Gabriel Silva (91. Nick Taylor) – Bounphachan Bounkong (55. Matheus Moresche) Cheftrainer: Pep Muñoz ( Spanien) | Rasul Çaryýew – Ybraýym Mämmedow (71. Berdimyrat Rejebow), Mekan Saparow, Güýçmyrat Annagulyýew, Abdy Bäşimow , Yhlas Saparmämmedow (80. Arzuwguly Sapargulýyew) – Yazgylyç Gurbanow (72. Altymyrat Annadurdyýew), Welmyrat Ballakow (72. Ahmet Ataýew), Şanazar Tirkişow (110. Şamämmet Hydyrow), Mirza Beknazarow – Didar Durdyýew (61. Begenç Akmämmedow) Cheftrainer: Ahmet Allaberdiýew | Arkadag FK |
| PKR Svay Rieng                                                                            | 1:1 Sareth K. (82.) | 0:1 Saparow (59.) 1:2 Annadurdyýew (112.) | Arkadag FK |
| PKR Svay Rieng                                                                            | Roque (37.) | Allaberdiýew (45.+4', Trainer), Çaryýew (120.+5') | Arkadag FK |
| 10. Mai 2025 um 19:00 Uhr (14:00 Uhr MESZ) in Phnom Penh (Morodok Techo National Stadium) | | |            |
| Ergebnis: 1:2 n. V. (1:1, 0:0)                                                            | | |            |
| Zuschauer: 51.610                                                                         | | |            |
| Schiedsrichter: Kim Hee-gon ( Südkorea)                                                   | | |            |
| Spielbericht                                                                              | | |            |

## Beste Torschützen
Nachfolgend sind die besten Torschützen der Challenge-League-Saison (ohne Qualifikation) aufgeführt. Bei gleicher Anzahl von Treffern sind die Spieler alphabetisch sortiert.
| Rang | Spieler                | Verein         | Tore |
| ---- | ---------------------- | -------------- | ---- |
| 01   | Altymyrat Annadurdyýew | Arkadag FK     | 05   |
| 02   | Ye Yint Aung           | Shan United    | 04   |
|      | Dimitris Diamantakos   | East Bengal FC | 04   |
|      | Min Ratanak            | PKR Svay Rieng | 04   |
|      | Cristian Roque         | PKR Svay Rieng | 04   |
| 06   | Zahir al-Aghbari       | al-Seeb Club   | 03   |

## Eingesetzte Spieler vom Arkadag FK
| Arkadag FK | - Tor: Rüstem Ahallyýew (4/-); Rasul Çaryýew (4/-) - Abwehr: Abdy Bäşimow (8/1); Mekan Saparow (8/1); Güýçmyrat Annagulyýew (8/-); Ybraýym Mämmedow (8/-); Arzuwguly Sapargulýyew (4/-) - Mittelfeld: Şanazar Tirkişow (8/2); Mirza Beknazarow (8/-); Berdimyrat Rejebow (8/-); Şamämmet Hydyrow (6/1); Welmyrat Ballakow (6/-); Yazgylyç Gurbanow (5/1); Resul Hojaýew (5/-); Ahmet Ataýew (4/-); Yhlas Saparmämmedow (4/-); Begmyrat Baýow (2/-); Ilýa Tamurkin (2/-) - Sturm: Altymyrat Annadurdyýew (7/5); Begenç Akmämmedow (7/2); Didar Durdyýew (7/1); Begmyrat Baýow (2/-); Enwer Annaýew (1/-) - Trainer: Didar Hajyýew (Gruppenphase); Döwletmyrat Annaýew (Viertelfinale); Ahmet Allaberdiýew (Halbfinale bis Finale) |

## Schiedsrichter
Die 37 Spiele wurden von 27 verschiedenen Schiedsrichtern aus 23 Ländern geleitet. Jeweils zwei Schiedsrichter stammten aus Indonesien, Katar, Südkorea und den Vereinigten Arabischen Emiraten. Für das Finale war der Südkoreaner Kim Hee-gon verantwortlich.
| Schiedsrichter         | Land               | Geboren       | Spiele |     |    |    |
| ---------------------- | ------------------ | ------------- | ------ | --- | -- | -- |
| Dajyrbek Abdyldajew    | Kirgisistan        | 1. Jan. 1993  | 01     | 004 | 0  | 0  |
| Ahmad Alaeddin         | Libanon            | 1. Jan. 1991  | 02     | 013 | 01 | 0  |
| Thoriq Alkatiri        | Indonesien         | 19. Nov. 1988 | 01     | 009 | 0  | 0  |
| Amir Arabbaraghi       | Iran               | 17. Nov. 1992 | 02     | 010 | 0  | 0  |
| Yahya al-Balushi       | Oman               | 1. Jan. 1992  | 01     | 004 | 0  | 0  |
| Songkran Bunmeekiart   | Thailand           | 13. Apr. 1990 | 01     | 006 | 0  | 0  |
| Choi Hyun-jai          | Südkorea           | 1. Okt. 1990  | 03     | 007 | 0  | 0  |
| Ahmed Darwish          | Ver. Arab. Emirate | 24. Mai 1991  | 01     | 005 | 01 | 0  |
| Mohammad Deham         | Bahrain            | 12. Dez. 1989 | 01     | 002 | 0  | 0  |
| Daniel Elder           | Australien         | 25. Nov. 1992 | 01     | 002 | 01 | 0  |
| Mohammad Ghabayen      | Jordanien          | 1. Jan. 1991  | 02     | 011 | 0  | 0  |
| Sultan al-Hammadi      | Ver. Arab. Emirate | 18. Dez. 1984 | 01     | 004 | 01 | 0  |
| Yaasin Hanafiah        | Malaysia           | 1. Jan. 1992  | 02     | 004 | 0  | 0  |
| Jin Jingyuan           | China              | 15. Nov. 1989 | 01     | 002 | 0  | 0  |
| Mohammed Kanah         | Syrien             | 1. Apr. 1993  | 01     | 004 | 0  | 0  |
| Hiroki Kasahara        | Japan              | 8. Apr. 1989  | 04     | 017 | 0  | 02 |
| Kim Hee-gon            | Südkorea           | 4. Nov. 1985  | 01     | 003 | 0  | 0  |
| Resul Mämmedow         | Turkmenistan       | 8. Jan. 1992  | 01     | 004 | 0  | 0  |
| Zaid Thamer Mohammed   | Irak               | 4. Jan. 1990  | 01     | 002 | 0  | 0  |
| Asker Najafaliyev      | Usbekistan         | 18. Jun. 1994 | 02     | 008 | 0  | 0  |
| Yudi Nurcahya          | Indonesien         | 5. Nov. 1986  | 01     | 002 | 0  | 0  |
| Muath Owfi             | Palästina          | 23. Apr. 1992 | 01     | 005 | 0  | 0  |
| Venkatesh Ramachandran | Indien             | 25. Mai 1991  | 01     | 002 | 0  | 0  |
| Abdulhadi al-Ruaile    | Katar              | 1. Jan. 1993  | 01     | 005 | 0  | 0  |
| Mohammed al-Shammari   | Katar              | 2. Aug. 1990  | 01     | 006 | 0  | 0  |
| Hussain Sinan          | Malediven          | 21. Dez. 1991 | 01     | 001 | 0  | 0  |
| Wong Wai Lun           | Hongkong           | 2. Mär. 1990  | 01     | 006 | 0  | 01 |
| Gesamt                 | Gesamt             | Gesamt        | 37     | 148 | 04 | 03 |